# Per-Samuelstjärnarna (västra)
Per-Samuelstjärnarna är en sjö i Örnsköldsviks kommun i Ångermanland och ingår i Moälvens huvudavrinningsområde.